# Albrechtsberg an der Großen Krems
Albrechtsberg an der Großen Krems é um município da Áustria localizado no distrito de Krems-Land, no estado de Baixa Áustria.